# شهرستان هتینگر (داکوتای شمالی)
شهرستان هتینگر، داکوتای شمالی (به انگلیسی: Hettinger County, North Dakota) یک سکونتگاه مسکونی در ایالات متحده آمریکا است که در داکوتای شمالی واقع شده‌است.

## خصوصیات
شهرستان هتینگر ۲٬۹۳۷٫۰۶ کیلومترمربع مساحت دارد.